# Нищенков, Аркадий Никанорович
Аркадий Никанорович Нищенков (1855 — февраль 1940) — русский военный деятель, генерал от артиллерии, участник Первой мировой войны.

## Биография
Православный. Образование получил в 1-й СПб военной гимназии. В службу вступил 14.08.1871. Окончил Михайловское артиллерийское училище. Выпущен подпоручиком (ст. 07.08.1874) в 27-ю полевую артиллерийскую бригаду. Поручик (ст. 25.10.1875). Окончил Михайловскую артиллерийскую академию (по 1-му разряду).
Участник русско-турецкой войны 1877-78. Штабс-Капитан (ст. 26.12.1877). Штабс-Капитан гвардии (ст. 06.08.1883). Капитан (ст. 01.04.1890). Полковник (ст. 02.04.1895). Командир 3-й батареи лейб-гвардии 1-й артиллерийской бригады (12.03.1895-13.10.1898). Командир гвардии стрелкового артиллерийского дивизиона (с 13.10.1898).
Участник китайского похода 1900-01. Генерал-майор (пр. 1901; ст. 14.09.1900; за боевые отличия). Командир лейб-гвардии 2-й артиллерийской бригады (20.06.1901-23.10.1904).
Участник русско-японской войны 1904—1905. И.д. начальника артиллерии 16-го армейского корпуса (23.10.1904-25.03.1906). И.д. начальника артиллерии гренадерского корпуса (25.03.-06.12.1906). Генерал-лейтенант (пр. 1906; ст. 06.12.1906; за отличие). Начальник артиллерии Гренадерского корпуса (06.12.1906-29.12.1908). Начальник 2-й гренадерской дивизии (29.12.1908-26.04.1911). Командир 1-го Сибирского армейского корпуса (26.04.1911-11.05.1912). Комендант Владивостокской крепости и командир расквартированного здесь 4-го Сибирского армейского корпуса (11.05.1912-07.08.1913). Генерал от артиллерии (пр. 1912; ст. 06.12.1912; за отличие). С 07.08.1913 член Александровского комитета о раненых.
Вскоре после начала войны 10.08.1914 Н. получил назначение временно командующим войсками Иркутского ВО. С 10.11.1914 временно командующий войсками Приамурского ВО, войсковой наказной атаман Амурского и Уссурийского (с 10.11.1914) казачьих войск. Проводил работу по созданию резервных частей, подготовке пополнений в действующую армию.
После Февральской революции отстранен от должности, хотя официально продолжал занимать пост до 31.05.1917, когда был зачислен в резерв чинов при штабе Петроградского ВО. С 12.06.1917 член Александровского комитета попечения о раненых. В конце 1917 уехал на Юг России. Участник Белого движения. С 11.10.1919 состоял в резерве чинов при штабе главнокомандующего ВСЮР. После поражения белых армий эмигрировал в Югославию. В 1934 жил в Рогашка-Слатина (Югославия).

## Награды
- Золотая шашка (ВП 21.01.1902);
- орден Св. Станислава 1-й степени (1904);
- орден Св. Анны 1-й степени с мечами (1906);
- орден Св. Владимира 2-й степени с мечами (1906);
- орден Белого Орла (1911);
- орден Св. Александра Невского (1913, бриллиантовые знаки — 22.03.1915).

## Семья
Сын - Алексей Аркадьевич Нищенков (19.06.1882–07.07.1934) - русский военно-морской офицер, участник русско-японской и Первой мировой войны, капитан 1-го ранга за отличие (09.01.1917). Эмигрант в Югославии.